# Philoliche brazi
Philoliche brazi är en tvåvingeart som beskrevs av Travassos Dias 1966. Philoliche brazi ingår i släktet Philoliche och familjen bromsar.
Artens utbredningsområde är Moçambique. Inga underarter finns listade i Catalogue of Life.